# Power Macintosh

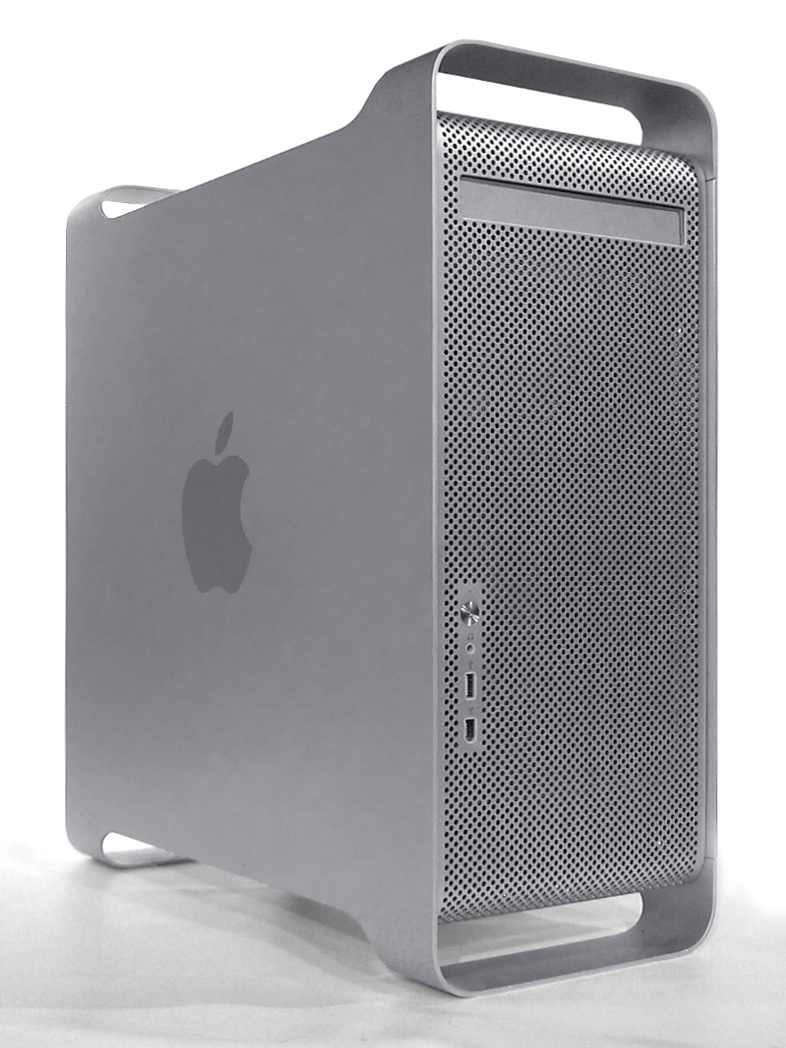
Il Power Macintosh G5, l'ultimo modello prodotto con processore PowerPC

Power Macintosh, o Power Mac, è una linea di personal computer prodotta dalla Apple nella linea Apple Macintosh e basata sui processori PowerPC. Apple inizia la produzione dei Power Mac nel 1994; i primi modelli erano dotati di una emulazione software dei processori della serie 68000. Questo emulatore era necessario per consentire la compatibilità col software sviluppato per le macchine delle generazioni precedenti. L'emulatore era incluso nelle ROM del Mac OS.
La linea Power Mac è una linea dedicata a un utente evoluto, che richiede prestazioni elevate e che quindi deve essere disposto a pagarne il prezzo. I principali utenti sono gli utilizzatori professionali e i centri di ricerca universitari. Sulla linea Power Mac l'Apple sviluppa e prova tutte le principali innovazioni (sistemi biprocessori, raffreddamento a liquido, ecc.), alcune delle quali verranno introdotte nelle linee dedicate al grande pubblico, mentre altre rimarranno confinate sui Power Mac per questioni di costo. Molti Power Mac sono dotati di serie di 2 processori proprio per ottenere le massime prestazioni possibili. Il fattore costo durante la progettazione di queste macchine è molto importante ma non è preponderante come nelle macchine per il grande pubblico.

## Cronologia
- Power Macintosh xx00
- Power Macintosh G3
- Power Mac G4
- Power Mac G5